# Burgstall Oberailsfeld
Der Burgstall Oberailsfeld ist der Rest einer abgegangenen hochmittelalterlichen Höhenburg, die sich einst auf einem 360 m ü. NN hohen Felsen im Talgrund des Ailsbaches erhob. Der Burgstall befindet sich im westlichen Teil des Kirchdorfes Oberailsfeld in der Gemeinde Ahorntal im oberfränkischen Landkreis Bayreuth in Bayern, Deutschland. Die Burg ist vollkommen abgegangen, der Burgbereich ist teilweise überbaut.

## Geographische Lage

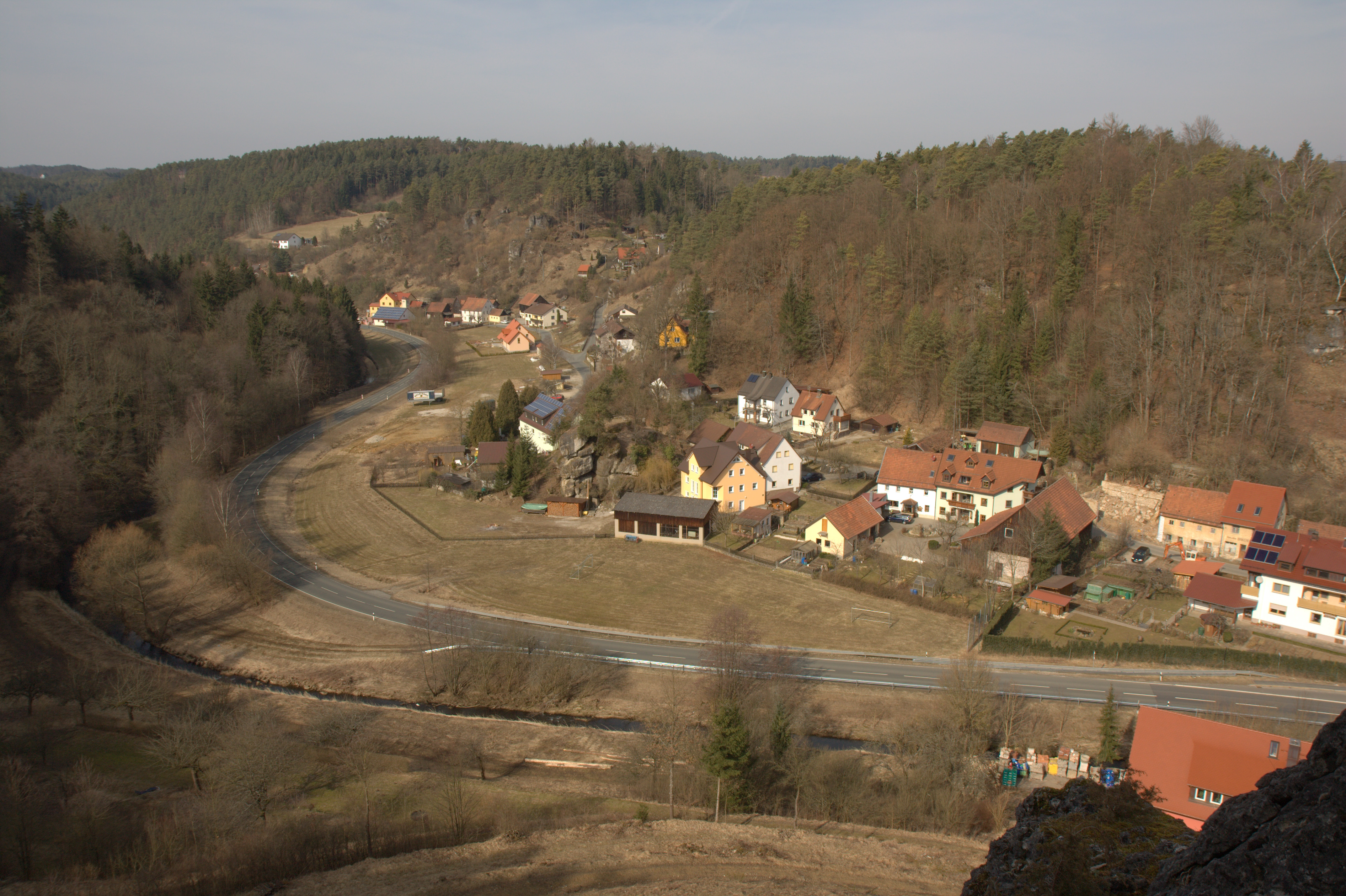
Lage des Burgstalls im Ailsbachtal

Die Stelle der ehemaligen Burg liegt in der zentralen Fränkischen Schweiz, einem Teil des Mittelgebirges Frankenjura, auf einer kleinen und freistehenden 360 m ü. NN hohen Felskuppe, die aus dem flachen Talgrund des Ailsbaches aufsteigt. Sie befindet sich etwa 220 Meter südsüdwestlich der katholischen Pfarrkirche Sankt Burkard in Oberailsfeld und circa 23,5 Kilometer nordöstlich von Forchheim.
In der Nähe befinden sich noch weitere ehemalige mittelalterliche Burgen, weitere Burgställe in den südwestlich gelegenen Dörfern Unterailsfeld und Moschendorf. Ailsbachtalaufwärts liegt der Burgstall Alte Veste, etwas weiter die Burg Rabenstein und ihr gegenüber eine weitere abgegangene Burg.
Noch etwas weiter befand sich an der Stelle der heutigen Kapelle Klausstein die ehemalige Burg Ahorn, von der in der Kapelle Reste verbaut wurden. Ihr gegenüber auf der gegenüberliegenden Talseite stand eine weitere Burg.

## Geschichte der Burg
Über die frühe Geschichte der ehemaligen Burg in Oberailsfeld ist nichts Genaues bekannt. Erst im Jahr 1240 wurden die niederadligen Ritter „Otto und Uolrich von Egilsvelt“ urkundlich erwähnt, als Erbauer der Burg kommen sie aber wohl nicht in Frage. Urkundlich wurde die Burg erst im Jahr 1348 im Urbar B des Bamberger Bistums bezeugt, sie wurde damals schon als im Dorf gelegen erwähnt.
Ab dem Jahr 1366 nannte sich ein Zweig der Adelsfamilie Groß von Trockau nach (Ober)Ailsfeld. In einer Urkunde aus dem Archiv des Schlosses Trockau ist mit „Fritz Groß zu Ailsfeld“ ein erster Namensträger, der sich nach Oberailsfeld nannte, bekannt geworden.
In den Jahren 1439, 1446 und 1449 wurde ein „Rudolf Groß zu Ailsfeld“ bezeugt, 1460, 1465, 1476 und 1488 wurde dann sein Sohn „Eberhard Groß zu Ailsfeld“ genannt.
Nach dem Nürnberger Burgenforscher Hellmut Kunstmann wurde das Dorf Oberailsfeld 1462 durch den markgräflichen Marschall Kunz von Lüchau niedergebrannt, dabei wurde die Burg wohl nicht verschont. Auch eine vorherige Zerstörung durch die Hussiten ist denkbar, aber nicht zu belegen. Mit Eberhards Sohn Christoffel Groß starb die Linie der Groß zu Ailsfeld 1522 aus, er wurde häufig zwischen den Jahren 1490 und 1515 genannt. Kunstmann geht davon aus, dass die Burg damals freies Eigen der Groß zu Ailsfeld war.
Die Burg kam nach dem Aussterben der Groß zu Ailsfeld in den Besitz der Herren von Gottsfeld, der genaue Zeitpunkt der Erwerbung ist nicht bekannt. Er muss aber schon vor dem Jahr 1525, eventuell 1513, gelegen haben, denn in diesem Jahr wurde die Burg während des Bauernkrieges von den Aufständischen ausgebrannt. Sie wurde in der Liste der im Bauernkrieg zerstörten Schlösser erwähnt, seine damaligen Besitzer waren die Herren von Gottsfeld und Vestenberg. Der durch die Zerstörung der Burg entstandene Schaden betrug 490 Gulden. Die Brüder Wolf und Georg von Gottsfeld zu Bühl besaßen zu der Zeit ein Viertel der Burg, ein Viertel gehörte Kunigunde, Äbtissin von Birkenfeld, eine geborene von Gottsfeld. Veit von Vestenberg zum Fürstenforst und die Brüder Christoffel und Hans Wolf von Vestenberg besaßen die beiden restlichen Viertel.
Wolf von Gottsfeld gab am 11. März 1530 den freieigenen Sitz dem Bamberger Bistum zu Lehen auf, danach war er der Hauptbesitzer der Burg. Drei Jahre später verkaufte Wolf die Burg Ailsfeld an seinen Schwager Christoph Stiebar zu Rabeneck, er wurde im gleichen Jahr und am 3. August 1556 nochmals vom Bistum damit belehnt.
1535 war die Burg nach der Zerstörung im Bauernkrieg wieder hergerichtet und diente als Sitz des Stiebarschen Vogtes. Wegen starker Verschuldung musste Christoph am 22. Februar 1558 seine Güter in Ailsfeld an das Hochstift Bamberg abtreten, Bischof Veit verpfändete den Sitz am 22. Februar 1569 an den Waischenfelder Amtmann Hans von Breitenstein. Auf der Burg wohnte bis um 1590 der Vogt.
Die endgültige Zerstörung der Burg Ailsfeld erfolgte wohl während des Dreißigjährigen Krieges, sie erschien nur bis zum Ende des 16. Jahrhunderts als intakt. Laut einer Amtsrechnung von 1587/88 sollte im Schönholz bei Oberailsfeld eine Eiche zur Erneuerung der Schlossbrücke gefällt werden. 1692 hieß es, dass in Oberailsfeld kein adeliger Sitz mehr vorhanden war, er sei ruiniert gewesen. Auch in einer Waischenfelder Lehnsbeschreibung aus dem Jahr 1744 ist nur noch von einer Ruine die Rede: „Wo anizo der Pfarrhof stehet, allda noch einige Rudera [Trümmer] zu sehen“, 1801 sah Roppelt ebenfalls nur noch einige Überbleibsel des Schlossgebäudes. Die letzten Reste der Burg, ein kleines Mauerstück zwischen den Felsen an der Südseite des Burgstalls und ein Zwinger an der Nord- und Westseite, waren 1938 noch erhalten, gingen aber beim Bau eines Anwesens im Westen teilweise verloren.
Heute ist der Felsen der ehemaligen Burg mit Bäumen bewachsen, von ihr haben sich kaum noch Reste erhalten. Der Burgstall befindet sich auf Privatgelände und kann nicht betreten werden.
Das vom Bayerischen Landesamt für Denkmalpflege als „Burgstall des Mittelalters“ erfasste Bodendenkmal trägt die Denkmalnummer D-4-6134-0044.

## Beschreibung
Die abgegangene Burg befand sich auf einer kegelförmig aufsteigenden Felskuppe, deren Ost- und Südseite einige Meter senkrecht zu Tal abfällt. Da die beiden restlichen Seiten der Kuppe nur mäßig steil geböscht sind und in flaches Gelände auslaufen, war der Burg dort zum Schutz ein Zwinger vorgelegt. Auch ein Halsgraben um die bedrohten Seiten war früher vorhanden, er wurde 1556 und 1587/88 urkundlich erwähnt. Heute ist vom Graben nichts mehr sichtbar, er wurde wohl beim Bau der umliegenden Häuser zugeschüttet.
Bei der Burg wird es sich um eine eher kleine Turmburg gehandelt haben, da der geringe Platz auf der Felskuppe keine Bebauung mit größeren oder mehreren Gebäuden zuließ.
Beim Verkauf an das Hochstift 1558 wurden unter anderem noch ein Viehhaus, ein Stadel und ein Kellerhaus als Nebengebäude erwähnt, die zum Sitz gehörten, sie standen aber wohl nicht im Bereich der Felskuppe.
Zur Wasserversorgung der Burg diente damals eine kleine Quelle, die unter dem „alten Schloss“ entsprang, wie es das Steuerkataster von Waischenfeld aus dem Jahr 1731 vermeldet. Die Quelle diente zu der Zeit als Gemeindebrunnen.